# Oz Perkins
Osgood Robert Perkins, detto Oz (New York, 2 febbraio 1974), è un regista, sceneggiatore e attore statunitense, primogenito dell'attore Anthony Perkins e della moglie Berry Berenson, fratello di Elvis, nonché nipote di Osgood Perkins.

## Carriera
Figlio dell’attore Anthony Perkins e della fotografa e attrice Berry Berenson, Oz Perkins debutta al cinema nel 1983 interpretando una versione giovane del personaggio di Norman Bates, reso celebre dal padre, nel film Psycho II. Dopo una formazione prevalentemente teatrale, prosegue la carriera di attore con ruoli minori in film come 6 gradi di separazione (1993), La rivincita delle bionde (2001), Non è un'altra stupida commedia americana (2001), Secretary (2002) e Star Trek (2009).
Negli anni 2010 inizia a dedicarsi alla regia e alla sceneggiatura, affermandosi nel genere horror. Il suo esordio dietro la macchina da presa avviene con February - L'innocenza del male (2015), film che scrive e dirige, ottenendo l’apprezzamento della critica per l’atmosfera cupa e il ritmo inquietante. Nel 2016 realizza Sono la bella creatura che vive in questa casa, prodotto da Netflix, che conferma il suo stile autoriale ispirato all’horror psicologico.
Nel 2020 dirige Gretel e Hansel, una reinterpretazione dark della fiaba dei fratelli Grimm, che si distingue per l’estetica visiva e il tono simbolico. Nel 2024 torna dietro la macchina da presa con Longlegs, thriller horror con Nicolas Cage, acclamato per l’intensità e l’originalità dell’approccio narrativo.
Oltre alla regia, ha firmato anche sceneggiature per film di altri registi, dimostrando uno stile riconoscibile per il minimalismo dei dialoghi, la costruzione della suspense e l’uso del silenzio come elemento narrativo.

## Vita privata
Nel 1999 ha sposato Sidney, da cui ha divorziato nel luglio del 2016. La coppia ha avuto due figli: un maschio, James Ripley Osgood Robert Perkins III (nato nel 2004), e una femmina, Beatrice Perkins (nata nel 2008).

## Filmografia

### Regista
- February - L'innocenza del male (The Blackcoat's Daughter) (2015)
- Sono la bella creatura che vive in questa casa (I Am the Pretty Thing That Lives in the House) (2016)
- Gretel e Hansel (2020)
- Longlegs (2024)
- The Monkey (2025)
- Keeper (2025)

### Sceneggiatore
- Removal, regia di Nick Simon (2010)
- Fredda è la notte (Cold Comes the Night), regia di Tze Chun (2013)
- February - L'innocenza del male (The Blackcoat's Daughter), regia di Oz Perkins (2015)
- The Girl in the Photographs, regia di Nick Simon (2015)
- Sono la bella creatura che vive in questa casa (I Am the Pretty Thing That Lives in the House), regia di Oz Perkins (2016)
- Longlegs, regia di Oz Perkins (2024)
- The Monkey, regia di Oz Perkins (2025)

### Attore

#### Cinema
- Psycho II, regia di Richard Franklin (1983)
- 6 gradi di separazione (Six Degrees of Separation), regia di Fred Schepisi (1993)
- Non è un'altra stupida commedia americana (Not Another Teen Movie), regia di Joel Gallen (2001)
- La rivincita delle bionde (Legally Blonde), regia di Robert Luketic (2001)
- Secretary, regia di Steven Shainberg (2002)
- La cucina, regia di Allison R. Hebble e Zed Starkovich (2007)
- Star Trek, regia di J. J. Abrams (2009)
- Removal, regia di Nick Simon (2010)
- Electric Slide, regia di Tristan Patterson (2014)
- Nope, regia di Jordan Peele (2022)
- The Monkey, regia di Oz Perkins (2025)

#### Televisione
- She Spies – serie TV, 1 episodio (2002)
- Alias – serie TV, 2 episodi (2005)
- Close to Home - Giustizia ad ogni costo (Close to Home) – serie TV, 1 episodio (2006)
- October Road – serie TV, 1 episodio (2008)
- The Twilight Zone – serie TV, 1 episodio (2020)

## Doppiatori italiani
Nelle versioni in italiano delle opere in cui ha recitato, Oz Perkins è stato doppiato:
- Massimo De Ambrosis in 6 gradi di separazione
- Christian Iansante in The Monkey